# Happy Sam Sawyer
El General Samuel "Happy Sam" Sawyer es un personaje ficticio que aparece en los cómics estadounidenses publicados por Marvel Comics. Su primera aparición fue en Sgt. Fury y sus Comandos Aulladores # 1.

## Historial de publicaciones
Sawyer apareció por primera vez en Sgt. Fury y sus Comandos Aulladores # 1 y fue creado por Stan Lee y Jack Kirby.

## Biografía
Happy Sam Sawyer fue asignado a los comandos británicos por el ejército de los EE. UU. Se entrenó en paracaidismo en Gran Bretaña en 1940 por el circo Flying de Finley que incluía al paracaidista temerario Nick Fury y al piloto Red Hargroves, donde lo apodaron Happy Sam irónicamente, debido a su comportamiento mortalmente serio y constantemente pedregoso. En 1942, Sawyer, que había sido herido en el norte de África y era considerado no apto para misiones de combate, organizó y dirigió los Comandos Aulladores, los Maulers de Bull McGiveney, el Escuadrón Nisei de Jim Morita y los Merodeadores de Missouri del sargento Bob Jenkin, así como la docena mortal. Cuando el artista John Severin unió al Sgt. Fury y sus Comandos Aulladores con el número 44, Severin dibujó que Sawyer era mucho más viejo y más calvo que su descripción original de joven.
En un set anual de Sgt. Fury en la Guerra de Corea, Sawyer era Coronel, en otro set anual en la Guerra de Vietnam, Sawyer era un general completo.
En los tiempos modernos, el Barón Strucker creó un LMD de Sawyer que atacó a los Comandos Aulladores originales, así como al Capitán América. Sawyer se sacrificaría cuando el LMD se detonó mientras intentaba obtener códigos de anulación de navegación de misiles.
A raíz de su muerte, un Helicarrier de asalto S.H.I.E.L.D. ha sido nombrado en su honor en la miniserie Iron Man: Hypervelocity. También hay un Hospital de Veteranos Samuel J. Sawyer en su memoria.

## En otros medios
- Happy Sam Sawyer aparece en el episodio de X-Men "Old Soldiers". Es expresado por Lorne Kennedy.

- El cabo "Happy Sam" Sawyer aparece en el episodio de Agent Carter, "The Iron Ceiling" interpretado por Leonard Roberts.[6] El cabo Sawyer se encuentra entre los soldados que ayudan a Peggy Carter, Jack Thompson y Dum Dum Dugan a asaltar un complejo militar ruso que iba a vender armas robadas a Leviathan.[7]